# Zona Preferente
Zona Preferente es el segundo álbum en vivo del dueto musical mexicano Sentidos Opuestos grabado el 14 de mayo en un concierto privado en el Belú Club en la Ciudad de México. 

## Promoción
El primer sencillo fue Dime el cual llegó a las primeras listas de popularidad en la radio y su videoclip llegó a las primeras listas en los canales de música. El álbum se lanzó en formato CD/DVD y debutó en el cuarto lugar del Top 100 de Amprofón. En el programa de entrevistas, ¡Es de noche... y ya llegué! el grupo se logró reunir, a pesar de que Chacho Gaytán tiene contrato con TV Azteca. El álbum no tardó en llegar al disco de oro.
El segundo sencillo, Toda la Noche no tardó en llegar al gusto del público, siendo uno de los más tocados en todas las estaciones de radio mexicanas. La canción es composición de Luis Fonsi.

## Las canciones
Las canciones presentan un tomo más fuerte, más poderoso. La voz de Alessandra se escucha aguda, más fina  pero en temas como Livin´ On a Prayer de Bon Jovi se puede notar un poco agresivo y sensual.

## Lista de canciones
El álbum contiene 1 canción del álbum Rompecorazones (Amame, bésame),1 de la reedición de Alter Ego (amarte es mi pecado) y 1 del álbum Alessandra (la Octava Maravilla) de Alessandra Rosaldo, además tres temas inéditos y 11 canciones del repertorio de Sentidos Opuestos con nuevas versiones y mejoras respecto a la calidad de producción.
| N.º | Título                    | Escritor(es)                                                   | Duración |  |
| 1.  | «Tú y Yo»                 | Karla Aponte/César Lemus                                       | 3:41     |  |
| 2.  | «Fuego y Pasión»          | Eduardo Posada/José Llado                                      | 4:47     |  |
| 3.  | «Tu Loco Amor»            | Max di Carlo/Claudia Brant                                     | 3:00     |  |
| 4.  | «Lo Que Quieres Escuchar» | Dahiu Rosenblatt/Lulú Mena                                     | 3:27     |  |
| 5.  | «Toda la Noche»           | Claudia Brant/Luis Fonsi                                       | 3:50     |  |
| 6.  | «Historias de Amor»       | Jordi Sánchez/Miguel Arjona                                    | 3:40     |  |
| 7.  | «Amarte es mi Pecado»     | Enrique de Jesús/Alejandro Reglero                             | 4:11     |  |
| 8.  | «Ardiente Tentación»      | Carla Aponte/César Lemus                                       | 3:34     |  |
| 9.  | «Escríbeme en el Cielo»   | Flores Valle                                                   | 4:36     |  |
| 10. | «Ámame, Bésame»           | Thalía Sodi/Adrian Posse                                       | 4:38     |  |
| 11. | «La Octava Maravilla»     | Joel Parkers/Shaun Shankel/Kyle Jacobs                         | 4:01     |  |
| 12. | «Livin´ On a Prayer»      | Jon Bon Jovi/Desmond Child/Richard Sambora                     | 4:13     |  |
| 13. | «Dime»                    | Ana Díaz Molina/Dahiu Rosenblatt/Elias Kapari/Jonathan Hansson | 3:16     |  |
| 14. | «Eternamente»             | Eduardo Osorio/Napoleón Pabón                                  | 3:46     |  |
| 15. | «Fiesta»                  | Eduardo Posada/José Llado/Minerva Pérez                        | 3:25     |  |
| 16. | «¿Dónde Están?»           | Leonardo Mora                                                  | 5:27     |  |
| 17. | «Mírame»                  | Alfredo Matheus                                                | 3:25     |  |
| 18. | «Amor de Papel»           | Eduardo Posada/José Llado/Minerva Pérez                        | 4:46     |  |